# Dmitri Stotski
Dmitri Valerievitch Stotski (en russe : Дми́трий Вале́рьевич Сто́цкий) est un footballeur international russe né le 1er décembre 1989 à Kaliningrad. Il évolue au poste de défenseur ou de milieu de terrain au FK Nijni Novgorod.

## Biographie

### Carrière en club

#### Formation et débuts au Baltika (2008-2014)
Natif de Kaliningrad, c'est dans cette ville qu'il effectue sa formation, intégrant l'équipe locale du Iounost dès l'âge de sept ans puis les équipes de jeunes du Baltika Kaliningrad à partir de 2006. Il retourne par la suite au Baltika où il joue son premier match en équipe première le 1er novembre 2009 contre le Nosta Novotroïtsk lors de l'avant-dernière journée du championnat de deuxième division,.
Stotski est par la suite prêté au club lituanien du FC Klaipėda (en) pour la première moitié de l'année 2010. Il y joue ainsi treize matchs en première division et inscrit un but. Il retourne ensuite au Baltika où il joue neuf rencontres pour la fin de la saison 2010. Peu utilisé au début de l'exercice 2011-2012, il s'impose peu à peu comme titulaire à partir de la mi-saison et inscrit notamment son premier but avec le club contre l'Oural Iekaterinbourg le 29 août 2011 avant d'en inscrire trois autres à la fin de la saison en ayant joué une trentaine de matchs. Il converse par la suite sa place de titulaire au sein de l'équipe, notamment aidé par sa polyvalence qui lui permet d'être aligné aussi bien au milieu de terrain qu'en tant que défenseur latéral, principalement sur le côté gauche. Il devient ainsi capitaine à partir de la saison 2014-2015.

#### Passages à Oufa puis à Krasnodar (depuis 2015)
Après avoir passé la première moitié de saison au Baltika, Stotski quitte finalement le club au mois de février 2015 pour rejoindre le FK Oufa, alors récemment promu en première division en début d'exercice. Il effectue ainsi ses débuts dans l'élite dès le mois suivant en étant titularisé face au Dynamo Moscou le 8 mars et inscrit son premier but face au Spartak Moscou le 23 mai pour une victoire 2-1 avant d'enchaîner une semaine plus tard lors du dernier match face au Rubin Kazan, aidant ainsi le club à se maintenir en fin de saison.
Son début de saison 2015-2016 reste sur la même lancée, avec un but marqué dès la première journée contre le Spartak Moscou. Il dispute par la suite l'intégralité des trente matchs de championnat en tant que titulaire, devenant même capitaine d'équipe après la trêve hivernale. Il perd cependant ce brassard par la suite au profit de Pavel Alikine mais continue de se maintenir comme titulaire indiscutable lors des saisons qui suivent. 
Après un exercice 2017-2018 très positif qui voit Oufa atteindre la sixième place du championnat, Stotski est recruté dès la fin de la saison par le FK Krasnodar dans le cadre d'un contrat de quatre années en mai 2018. Il y découvre notamment la coupe d'Europe en disputant huit rencontres de Ligue Europa, où l'équipe atteint le stade des huitièmes de finale. Il inscrit son premier but sous ses nouvelles couleurs le 28 avril 2019 face au CSKA Moscou, marquant le deuxième but de la victoire 2-0 des siens.
Le 25 janvier 2022, Stotski quitte Krasnodar pour rejoindre le promu Nijni Novgorod pour le restant de la saison 2021-2022.

### Carrière internationale
Jamais appelé avec les sélections de jeunes, Stotski est convoqué pour la première fois avec la sélection russe par Stanislav Tchertchessov en août 2018 dans le cadre de la première journée de la Ligue des nations. Il reste cependant sur le banc lors de la rencontre face à la Turquie le 77 septembre et ne connaît sa première que trois jours plus tard lors d'un match amical face à la République tchèque, lors duquel il entre en jeu à dix minutes de la fin de la rencontre à la place de Denis Cheryshev tandis que les Russes l'emportent 5-1.

## Statistiques
| Saison                | Club                  | Championnat           | Championnat | Championnat | Coupe(s) nationale(s) | Coupe(s) nationale(s) | Compétition(s) continentale(s) | Compétition(s) continentale(s) | Compétition(s) continentale(s) | Total | Total |
| Saison                | Club                  | Division              | M.          | B.          | M.                    | B.                    | Comp.                          | M.                             | B.                             | M.    | B.    |
| 2008                  | Baltika Kaliningrad   | D2                    | -           | -           | -                     | -                     | -                              | -                              | -                              | 0     | 0     |
| 2009                  | Baltika Kaliningrad   | D2                    | 1           | 0           | -                     | -                     | -                              | -                              | -                              | 1     | 0     |
| 2010                  | Baltika Kaliningrad   | D2                    | 9           | 0           | -                     | -                     | -                              | -                              | -                              | 9     | 0     |
| 2011-2012             | Baltika Kaliningrad   | D2                    | 30          | 4           | 1                     | 0                     | -                              | -                              | -                              | 31    | 4     |
| 2012-2013             | Baltika Kaliningrad   | D2                    | 30          | 1           | 2                     | 0                     | -                              | -                              | -                              | 32    | 1     |
| 2013-2014             | Baltika Kaliningrad   | D2                    | 33          | 2           | 1                     | 1                     | -                              | -                              | -                              | 34    | 3     |
| 2014-2015             | Baltika Kaliningrad   | D2                    | 20          | 1           | 2                     | 1                     | -                              | -                              | -                              | 22    | 2     |
| Sous-total            | Sous-total            | Sous-total            | 123         | 8           | 6                     | 2                     | -                              | -                              | -                              | 129   | 10    |
| 2010                  | FC Klaipėda (prêt)    | D1                    | 13          | 1           | -                     | -                     | -                              | -                              | -                              | 13    | 1     |
| Sous-total            | Sous-total            | Sous-total            | 13          | 1           | -                     | -                     | -                              | -                              | -                              | 13    | 1     |
| 2014-2015             | FK Oufa               | D1                    | 10          | 2           | -                     | -                     | -                              | -                              | -                              | 10    | 2     |
| 2015-2016             | FK Oufa               | D1                    | 30          | 2           | 1                     | 0                     | -                              | -                              | -                              | 31    | 2     |
| 2016-2017             | FK Oufa               | D1                    | 29          | 3           | 3                     | 0                     | -                              | -                              | -                              | 32    | 3     |
| 2017-2018             | FK Oufa               | D1                    | 28          | 3           | 1                     | 0                     | -                              | -                              | -                              | 29    | 3     |
| Sous-total            | Sous-total            | Sous-total            | 97          | 10          | 5                     | 0                     | -                              | -                              | -                              | 102   | 10    |
| 2018-2019             | FK Krasnodar          | D1                    | 25          | 1           | 4                     | 0                     | C3                             | 8                              | 0                              | 37    | 1     |
| 2019-2020             | FK Krasnodar          | D1                    | 12          | 0           | 1                     | 0                     | C1+C3                          | 2+2                            | 0                              | 17    | 0     |
| 2020-2021             | FK Krasnodar          | D1                    | 6           | 1           | -                     | -                     | -                              | -                              | -                              | 6     | 1     |
| 2021-2022             | FK Krasnodar          | D1                    | 6           | 0           | 2                     | 0                     | -                              | -                              | -                              | 8     | 0     |
| Sous-total            | Sous-total            | Sous-total            | 49          | 2           | 7                     | 0                     | -                              | 12                             | 0                              | 68    | 2     |
| Total sur la carrière | Total sur la carrière | Total sur la carrière | 282         | 21          | 18                    | 2                     | -                              | 12                             | 0                              | 312   | 23    |